# Espermatócito I

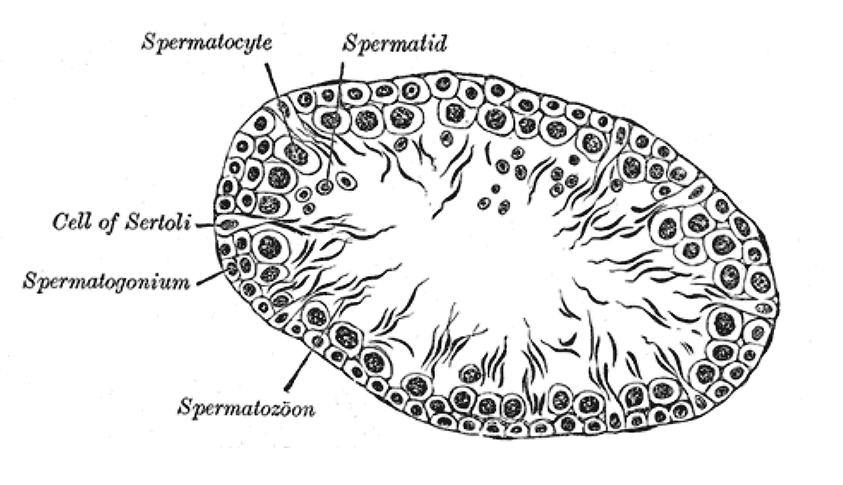
Espermatogênese

O espermatócito I ou espermatócito primário é a célula resultante do desenvolvimento da espermatogônia. É uma célula diplóide (2n) que, por meiose, dá origem a dois espermatócitos secundários e posteriormente quatro espermátides.